# Maia Chiburdanidze
Maia Chiburdanidze (em georgiano:  მაია ჩიბურდანიძე; Kutaisi, 17 de Janeiro de 1961) é uma enxadrista da Geórgia, Grande Mestre de xadrez e a sexta Campeã Mundial Feminina de Xadrez.

## Início da vida e carreira
Maia Chiburdanidze nasceu em Kutaisi, República Socialista Soviética da Geórgia, URSS, e começou a jogar por volta dos oito anos. Com apenas 13 anos, ela fez sua estreia no torneio internacional feminino em Brasov. Nesta competição, conquistou o primeiro lugar e cumpriu os requisitos para um mestre internacional feminina. Dois anos depois, Chiburdanidze sagrou-se campeã da URSS entre as mulheres juniores e, um ano depois, conquistou o campeonato feminino adulto.]

## Campeã Mundial Feminina (1978–91)
Chiburdanidze terminou em segundo lugar no Interzonal Feminino de Tbilisi (1976), ganhando assim o direito de jogar nas partidas das candidatas em 1977. Ela avançou para a Final dos Candidatos, onde venceu Alla Kushnir por 7½–6½ para estabelecer uma disputa pelo título mundial em Pitsunda, Geórgia, contra Nona Gaprindashvili, a atual campeã mundial feminina. Chiburdanidze derrotou Gaprindashvili por 8½–6½.
Ela defendeu com sucesso seu título quatro vezes. Em 1981, Chiburdanidze manteve seu título ao empatar por 8–8 com Nana Alexandria, em Borjomi / Tbilisi. Três anos depois, ela enfrentou Irina Levitina em Volgogrado, Rússia, e venceu por 8½–5½. A próxima defesa veio contra Elena Akhmilovskaya em Sofia em 1986, que Chiburdanidze venceu por 8½–5½. Em 1988, ela venceu Nana Ioseliani em Telavi, Geórgia, por 8½–7½.
A FIDE concedeu a Chiburdanidze o título de Grande Mestre em 1984.  Ela é a segunda mulher, depois de Gaprindashvili, a receber o título.